# سلسلة جيفورس 50
سلسلة جيفورس 50 هي سلسلة مرتقبة من وحدات معالجة الرسوميات (GPUs)، طورتها شركة انفيديا لتكون خليفة سلسلة جيفورس 40. تم الإعلان عنها خلال معرض CES 2025، ومن المقرر إطلاقها بطرح بطاقتي RTX 5080 وRTX 5090 في 30 يناير 2025.

## دي ال اس اس 4 (Dlss4)
تم الكشف عن الجيل الرابع من تقنية (DLSS) بالتزامن مع سلسلة جيفورس 50. كانت تقنية DLSS 3 حصرية لسلسلة جيفورس 40 تعتمد على تحسين الصور وتوليد الإطارات. أما الجيل الرابع DLSS 4 فيستخدم نموذجًا جديدًا يعتمد على الرؤية التحويلية (Vision Transformer) لتحسين جودة الصورة مع تقليل الظلال الوهمية وزيادة استقرار الصورة أثناء الحركة مقارنة بالنموذج السابق المعتمد على الشبكات العصبية الالتفافية (CNN).
|                                                  | سلسلة جيفورس 20 | سلسلة جيفورس 30 | سلسلة جيفورس 40 | سلسلة جيفورس 50 |
| ------------------------------------------------ | --------------- | --------------- | --------------- | --------------- |
| نموذج المحول                                     | Yes             | Yes             | Yes             | Yes             |
| توليد 2 إطارات إضافية لكل إطار واحد              | No              | No              | Yes             | Yes             |
| توليد ثلاثة أو اربعة إطارات إضافية لكل إطار واحد | No              | No              | No              | Yes             |

## المنتجات

### سطح المكتب
تُعدّ وحدات معالجة الرسوميات من سلسلة GeForce 50 المخصصة لأجهزة سطح المكتب أول وحدات معالجة رسوميات موجهة للمستهلكين تستخدم واجهة PCIe 5.0 وذاكرة فيديو GDDR7.
| المنتج              | تاريخ الاصدار | السعر      | حجم الذاكرة | الواجهة           |
| ------------------- | ------------- | ---------- | ----------- | ----------------- |
| GeForce RTX 5070    | فبراير 2025   | 549 دولار  | 12 جيجا     | منفذ PCIe 5.0 x16 |
| GeForce RTX 5070 Ti | فبراير 2025   | 749 دولار  | 16 جيجا     | منفذ PCIe 5.0 x16 |
| GeForce RTX 5080    | 30 يناير 2025 | 999 دولار  | 16 جيجا     | منفذ PCIe 5.0 x16 |
| GeForce RTX 5090    | 30 يناير 2025 | 1999 دولار | 32 جيجا     | منفذ PCIe 5.0 x16 |